# Haus Steinkuhl

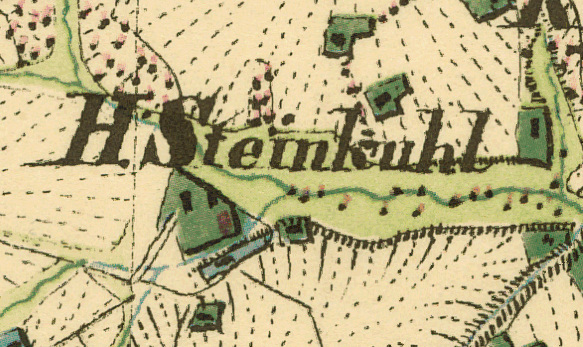
Abbildung des Hauses Steinkuhl im Rheinisch-westfälischen Urkataster

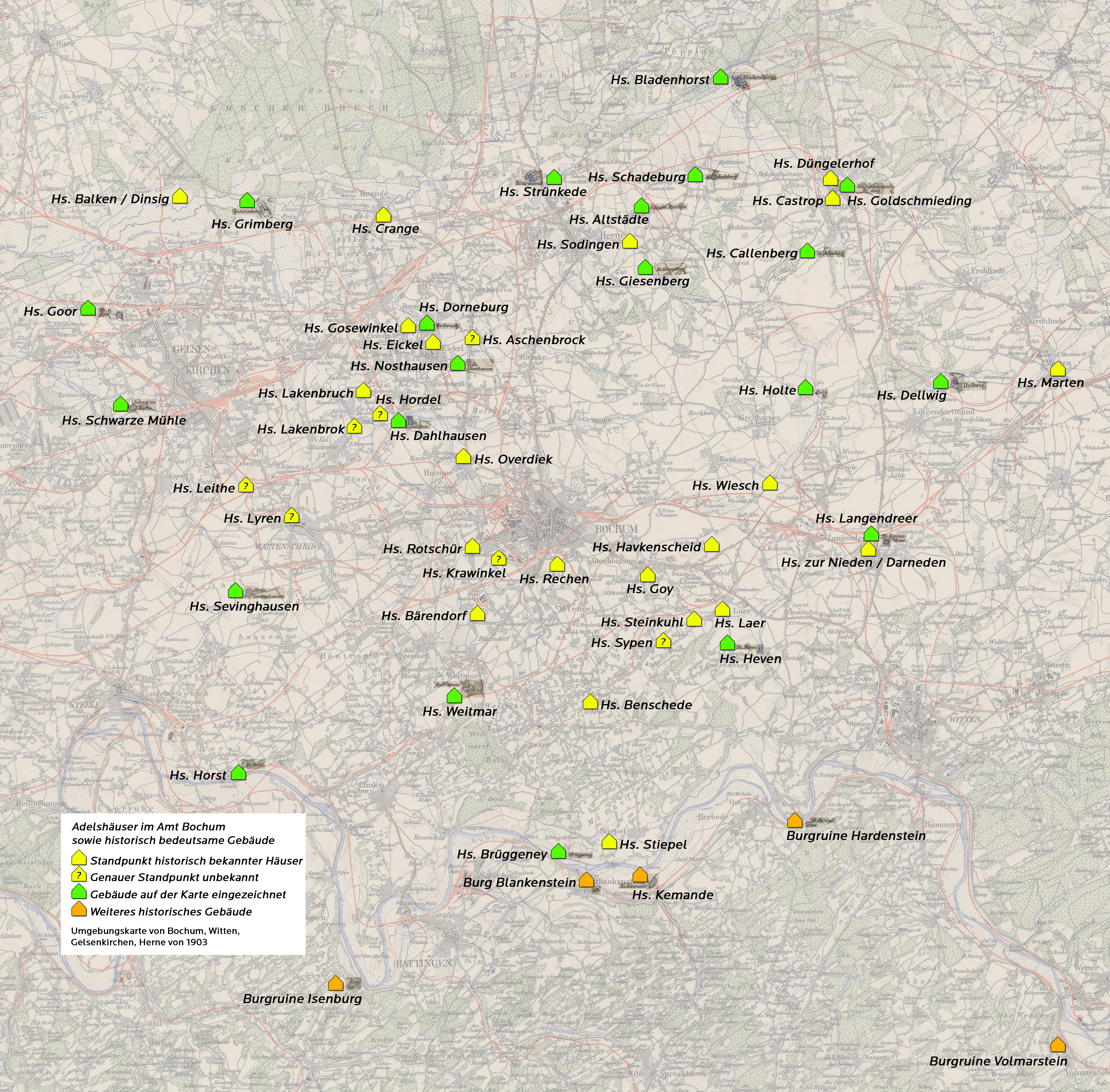
Die Adelssitze und Rittergüter im Amt Bochum mit Haus Steinkuhl

Das Haus Steinkuhl war ein freiadeliges Rittergut im heutigen Bochumer Stadtteil Altenbochum. Es gehörte zu einem ganzen Gürtel von Rittersitzen, die sich im Mittelalter rund um Bochum gebildet hatten. Errichtet von einer Familie, die sich nach dem Haus nannte, war das Anwesen bis in die Mitte des 17. Jahrhunderts in deren Besitz, ehe es in die Hände anderer westfälischer Adelsfamilien kam.

## Geschichte
Das Gut wurde wohl im 13. Jahrhundert als Nachfolgebau eines alten Bauernhofs angelegt und war Allodial einer Familie, die sich nach dem Besitz benannte. Diese wurde 1308 mit Segebodo erstmals urkundlich erwähnt. Über dessen Sohn Hermann kam Haus Steinkuhl erst an Segebodos Enkel Segebold und schließlich an dessen Sohn Hermann. Als Hermann im 15. Jahrhundert starb, hinterließ er aus seiner Verbindung mit Imma nur seine Tochter Anna, und so starb die Familie im Mannesstamm aus.
1513 befand sich das Rittergut im Besitz von Franz, einem Sohn des Elbert von Holte zu Haus Heven und seiner Frau Katharina. Franz hatte zu jener Zeit bereits den Namen seines Besitzes übernommen und nannte sich „in der Steinkuhlen“. Er wurde von seinem Bruder Goswin beerbt, dem schließlich 1576 dessen Sohn Johann folgte. Als dieser 1605 starb, hinterließ er seinen Kindern einen stark verschuldeten Besitz. Zunächst übernahm Johanns ältester Sohn Dietrich das Gut im Jahr 1607, trat es jedoch 1613 an seinen jüngeren Stiefbruder Christoph ab. Dieser war ein unangenehmer Zeitgenosse. Er entführte nicht nur seine Braut, sondern beging auch mehrfachen Landfriedensbruch, bis schließlich die brandenburgische Regierung Klage gegen ihn erhob. Allerdings hatte dies keine merklichen Folgen für ihn. Doch als die Tilgung der durch den Vater hinterlassenen Schulden nur noch schleppend voranging und schließlich gänzlich aufhörte, traten die Gläubiger Christophs auf den Plan. Sie machten ihre Forderungen vor dem Hofgericht in Kleve geltend und wurden dabei von den kurfürstlichen Rat Johann Friedrich von Omphal vertreten. Die Prozesse dauerten mehrere Jahre. Schließlich trat Christoph von Steinkuhlen das Gut um 1650 an den Herrn von Neheim ab, der es wiederum an den Hildesheimer Domherrn Rogier Heiderich von Delwig weiterreichte.
Im Jahr 1652 kaufte Johann Friedrich von Omphal alle Rechte und Ländereien des Ritterguts für sich und seine Frau Anna von Schell. Das Haus verpachtete er und begann schon kurz nach dem Kauf in der Nähe des bisherigen Gebäudes mit der Errichtung eines neuen Herrenhauses, das er 1665 bezog. Als er 1671 starb, hinterließ er den Besitz Konrad Jakob von Omphal, der noch 1690 Eigentümer war. Zu seiner Zeit wurde der Besitz in Unter(st)es Haus Steinkuhl, auch Hinter(st)es Haus genannt, und Ober(st)es Haus Steinkuhl, auch Vorder(st)es Haus genannt, geteilt. 1798 war das Vordere Haus Eigentum der Familie von Vaerst, während das Hintere Haus der auf Haus Laer ansässigen Familie von der Leithen gehörte. Beide Parteien bewohnten die Häuser nicht selbst, sondern setzten dort Pächter ein. Die von der Leithen verkauften ihren Teil samt dem dazugehörigen Haus Siepen (auch Sypen geschrieben) im Jahr 1801. 1813 gehörte Steinkuhl der Familie von Schwachenberg. 1877 wurde das Haus aufgrund von Bergschäden abgerissen.

## Beschreibung
Haus Steinkuhl lag auf dem heutigen Sportplatzgelände „Auf der Heide“. Das von Johann Friedrich von Omphal im 17. Jahrhundert neu errichtete Gebäude war von zwei Türmen flankiert und besaß Verbindungen zu den Wirtschaftsbauten, zu denen ein Bauhaus gehörte. Eine hohe Ringmauer und ein noch im 19. Jahrhundert existierender Wassergraben schützten das Anwesen. Eine Brücke führte über den Graben zu einem strohgedeckten Torhaus.